# Rethera komarovi

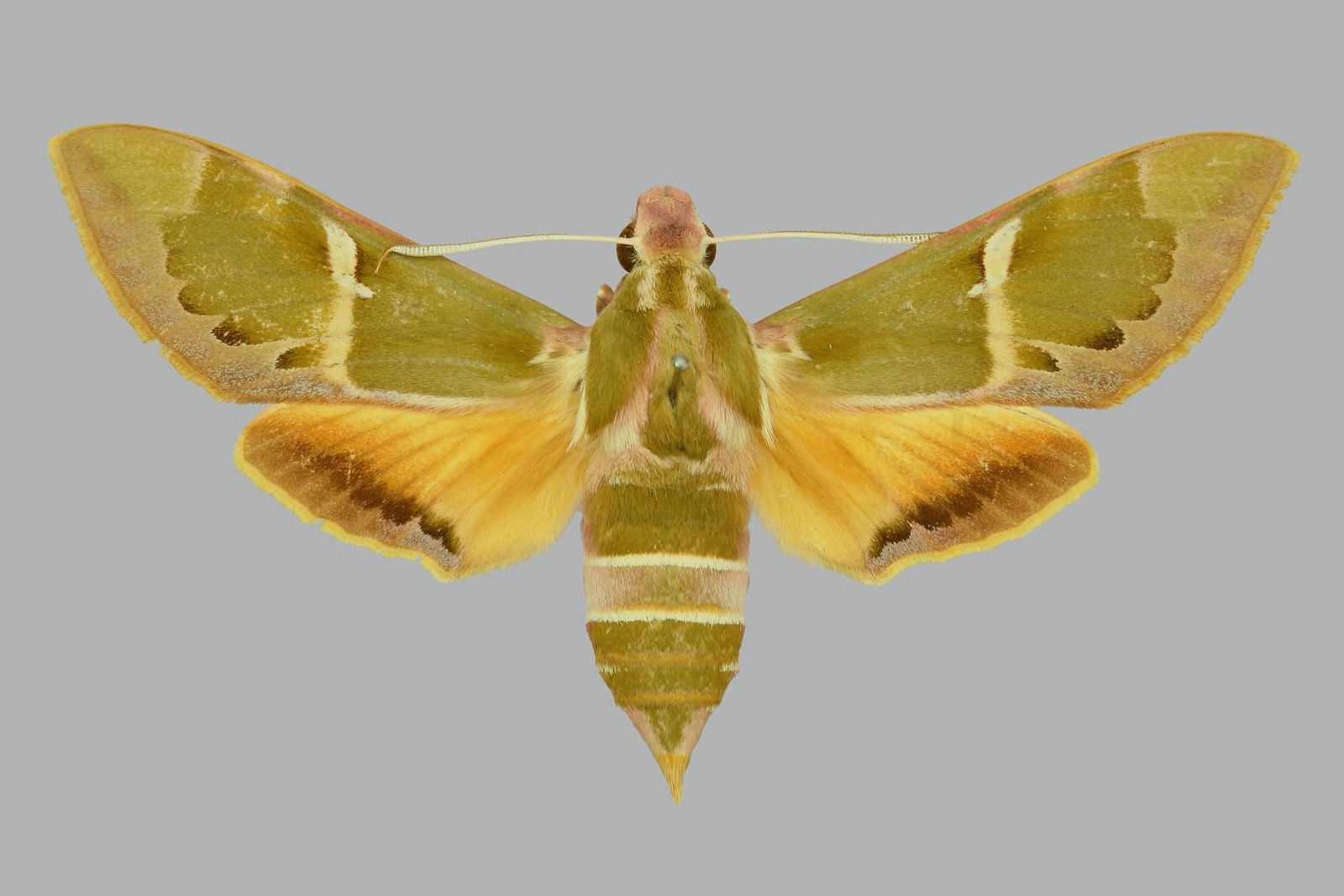
Weibchen

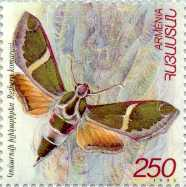
Rethera komarovi auf einer Briefmarke aus Armenien

Rethera komarovi ist ein Schmetterling (Nachtfalter) aus der Familie der Schwärmer (Sphingidae). Die Art ist von Südosteuropa bis in das südliche Zentralasien verbreitet und besiedelt hauptsächlich Vegetationsinseln in schroffen, bergigen Lagen. Die Raupen zeigen im letzten Stadium ein bemerkenswertes Abwehrverhalten. Durch ihre perfekt angepasste Färbung und Körperform können sie die Abwehrbewegungen einer kleinen Schlange imitieren, um Fressfeinde in die Flucht zu schlagen. Dies gelingt insbesondere durch ihre großen Augenflecken am verdickten vorderen Körperende, welches den „Schlangenkopf“ bildet.

## Merkmale

### Merkmale der Imagines
Die Falter der Nominatunterart erreichen Flügelspannweiten von 55 bis 65 Millimetern, die Unterart R. k. manifica wird mit Spannweiten von 65 bis 81 Millimetern deutlich größer. Die Falter sind auf der Körperoberseite einschließlich der Vorderflügel überwiegend braun bis olivgrün. Die Vorderflügel haben einen helleren Außen- und Innenrand sowie eine markante helle Binde, die mittig quer über die Flügel verläuft. Insbesondere an den Flügelrändern und auf der Körperunterseite sind die Falter blass orange bis tief pinkfarben überhaucht, die Färbung ist ansonsten nur wenig variabel. Frisch geschlüpfte Exemplare haben einen kräftigen rosa Farbstich. Die Hinterflügel sind hell, nur ihr Außenrand ist braun. Die dunkle Farbe der Körperoberseite verblasst zunehmend bei starker Sonneneinstrahlung; Tiere aus heißen, sonnigen Regionen sind daher meist blasser gefärbt. Dieser Effekt tritt auch auf, wenn man die Tiere mit den dafür am häufigsten verwendeten Chemikalien Diethylether oder Ethylacetat zur Präparierung tötet. Auch sind die einzelnen dunklen Flecken und Linien auf den Vorderflügeln bei Individuen aus sonnigeren Lebensräumen weniger kräftig ausgebildet als bei jenen aus weniger sonnigen Regionen.
Die Unterart R. k. manifica ist abgesehen von ihrer Größe der Nominatunterart sehr ähnlich, hat aber eine deutlich blassere Färbung mit einer weniger kräftig ausgeprägten Musterung.

### Merkmale der Raupen
Die Raupen der Nominatform werden 70 bis 90 Millimeter lang, bei R. k. manifica sind es 80 bis 100 Millimeter. Die Raupen der beiden Unterarten unterscheiden sich hinsichtlich der Färbung nicht. Nach dem Schlupf sind die etwa vier Millimeter langen Raupen bläulich-gelb und haben ein kleines, aufgerichtetes, schwarzes Analhorn. Ihre Bauchbeine und der Nachschieber sind schwarz, die verhältnismäßig große Kopfkapsel ist braun. Auch die ersten Körpersegmente sind größer als die übrigen. Der Körper trägt Längsreihen von dunklen, borstenbesetzten Tuberkeln. Mit dem Fressen an den Nahrungspflanzen verfärben sich die Tiere nach und nach zu blaugrün und es bildet sich beidseits des Rückens jeweils eine helle Längslinie aus. Im zweiten und dritten Raupenstadium sind die Tiere blaugrün und haben eine zylindrische Körperform. Durch sehr feine weiße Pünktchen, die jeweils eine kurze weiße Borste tragen, erscheinen die Raupen wie mit Reif überzogen. Diese Pünktchen bedecken den gesamten Körper, inklusive Analhorn. Die hellen Längslinien sind nun kräftig weiß gefärbt und reichen von der nun grünen Kopfkapsel zum mittlerweile rötlichen, kurzen und geraden Analhorn. Nach der darauffolgenden Häutung verändert sich das Aussehen der Tiere stark. Der Körper ist nun dunkel- und hellbraun gefleckt, das Analhorn ist zu einem kleinen Höcker reduziert. Die Kopfkapsel ist braun und trägt drei feine, dunkle Längslinien. Die Stigmen am ersten bis achten Hinterleibssegment sind als Augenflecken ausgebildet; sie sind violett und gelb umringt und wiederum von einem schwarzen Fleck umgeben. Im letzten Raupenstadium ist das dritte Thorax- und das erste Hinterleibssegment etwas verdickt, wodurch die Tiere mit ihren vorderen großen Augenflecken einer kleinen Schlange ähneln.

### Ähnliche Arten
Die Art kann mit den drei übrigen Arten der Gattung Rethera, Rethera afghanistana, Rethera amseli und Rethera brandti verwechselt werden, wird aber deutlich größer als diese.

## Vorkommen und Lebensraum

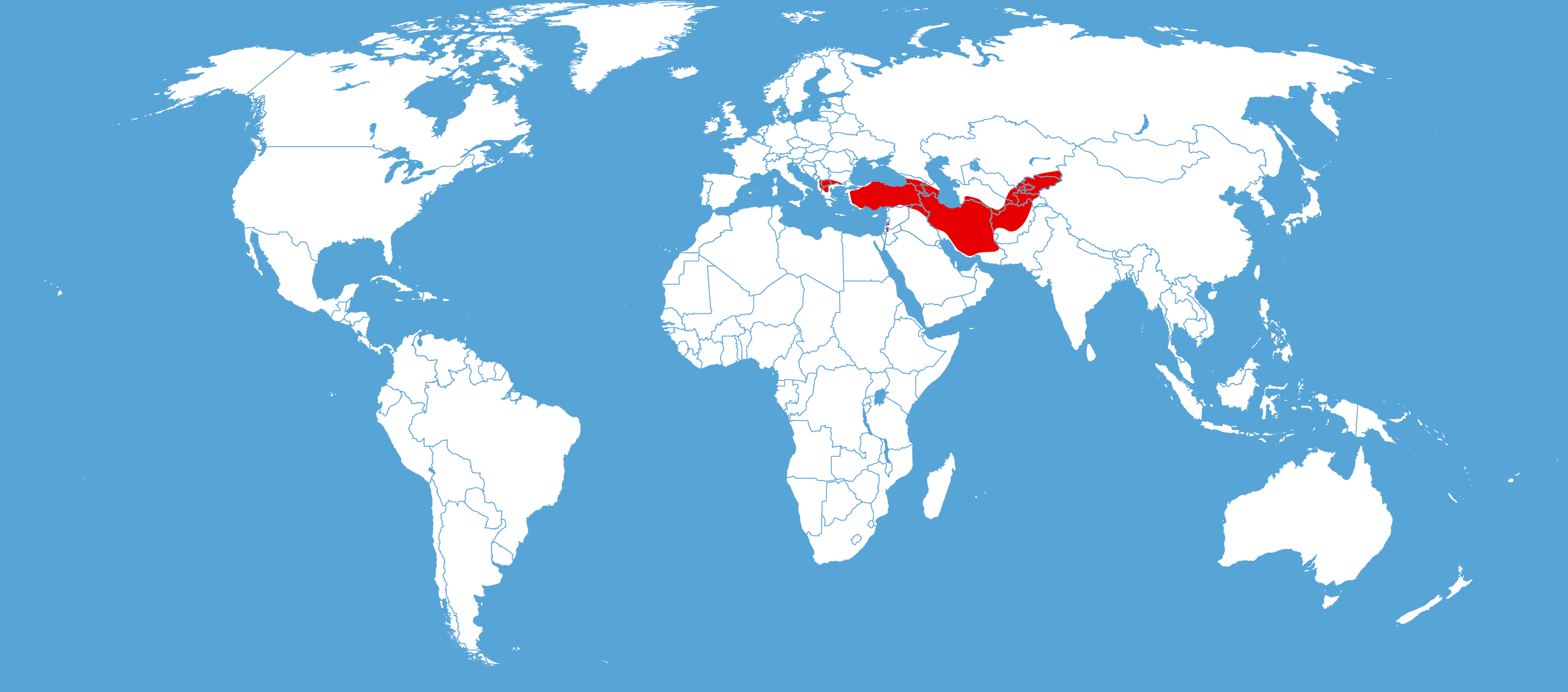
Verbreitung von Rethera komarovi

Die Art ist disjunkt von Südosteuropa bis in das südliche Zentralasien verbreitet. Im Westen gibt es eine isolierte Population, deren Verbreitungsgebiet das Bergland des östlichen Albaniens, den Süden des ehemaligen Jugoslawiens, den Norden Griechenlands und den Süden Bulgariens umfasst. Die weitere Verbreitung erstreckt sich über den Westen, das Zentrum, den Süden und Osten der Türkei, den Libanon, den Norden Jordaniens, Armenien, Transkaukasien, den Norden des Iraks und des Irans, den Süden Turkmenistans und Usbekistans, den Süden und Osten Kasachstans bis Tadschikistan und Kirgisistan. Man kann die Art auch im chinesischen Teil des Pamirs und des Tian-Schan finden. Die Art ist meist selten, es gibt jedoch auch Gegenden, wie etwa Bereiche in Kurdistan zwischen 1000 und 2000 Metern Seehöhe, wo sie lokal in hoher Dichte vorkommt. Die beiden Unterarten haben eine überlappende Verbreitung im irakischen Gebiet von Kurdistan, R. k. manifica kommt darüber hinaus südlich bis zum Zāgros-Gebirge im Iran und im Osten Afghanistans vor.
Die Nominatform besiedelt in bergigem und hügeligem Terrain Vegetationsinseln auf ansonsten schwach bewachsenen Abhängen und Felswänden, welche im Winter der Kälte und im Sommer starker Hitze ausgesetzt sind. In der Türkei findet man sie auch auf halbtrockenen Hängen mit krautiger Vegetation und an vegetationsgesäumten, ausgetrockneten Flussbetten in Höhen zwischen 600 und 1600 Metern. R. k. manifica lebt in gut abgegrenzten Vorkommen in üppiger Vegetation. Man findet sie im Bergland zwischen 1500 und 2000 Metern Seehöhe auf steilen, mit Gras und krautigen Pflanzen bewachsenen Hängen. Insbesondere Hänge, die mit Felsbrocken übersät sind und von Vieh beweidet werden, werden bevorzugt.

## Lebensweise

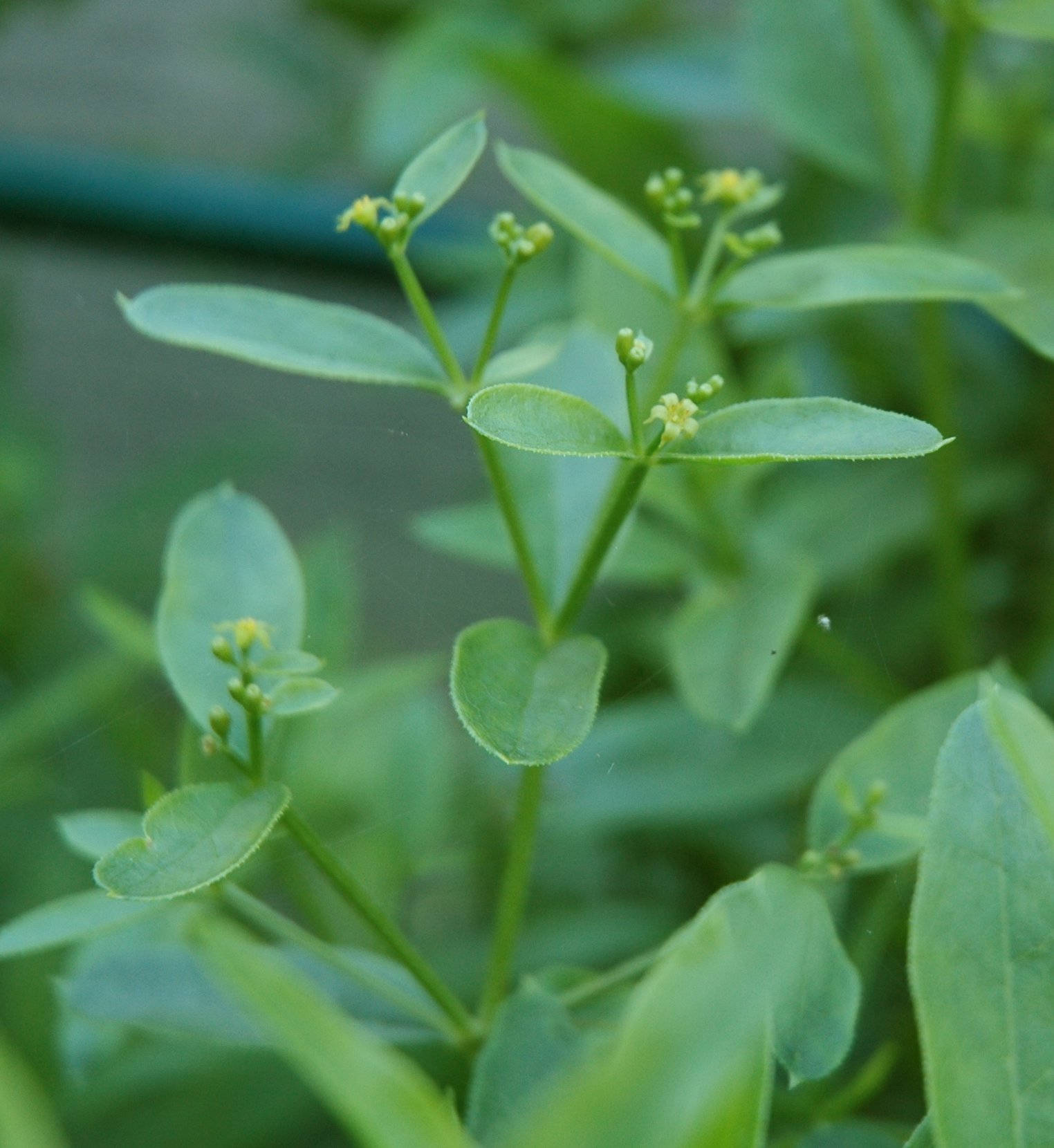
Färberröten (hier der Färberkrapp) zählen zu den Nahrungspflanzen der Raupen

Über die Lebensweise der Imagines ist fast nichts bekannt. Sie werden nachts stark durch verschiedenste künstliche Lichtquellen angelockt. Tagsüber ruhen sie meistens an der Basis niedriger Pflanzen, an Felsen oder auch direkt am Boden an einer schattigen Stelle.

### Flug- und Raupenzeiten
Die Falter der Nominatform fliegen in einer Generation von Mitte April bis Mitte Juni, abhängig vom Verbreitungsgebiet. In der Türkei fliegt die Art von Anfang April/Mai bis Ende Juni, in Höhen über 1500 Meter im Juli. In Kasachstan fliegen sie in den Bergen östlich von Almaty von Ende Mai bis Anfang Juni. R. k. manifica fliegt in den letzten beiden Maiwochen sowie in einer unvollständigen zweiten Generation Mitte August. Die Raupen der Nominatform findet man von Mai bis Juni/Juli, die von R. k. manifica in zwei Generationen von Mai bis Mitte Juni und im September.

### Nahrung der Raupen
Die Raupen beider Unterarten ernähren sich von Färberröten (Rubia) und Labkräutern (Galium), wobei R. k. manifica überwiegend an Färberröten zu finden ist. In Armenien wurde die Art an Rubia rigidifolia nachgewiesen.

## Entwicklung
Die Eier sind 1,6 mal 1,4 Millimeter groß und leicht oval. Zunächst sind sie glänzend blaugrün und haben eine schwache, nicht ganz vollständige, helle, das Ei umrundende Linie, die sich nach einigen Tagen braun färbt. Kurz vor dem Schlupf sind die Eier gräulich. Sie werden einzeln an der Ober- und Unterseite der Blätter, an Stängeln und Knospen sowie an trockenen Teilen der Nahrungspflanzen gelegt. Insgesamt werden pro Pflanze bis zu fünf Eier abgelegt. Bevorzugt findet die Ablage an kleinen, von Vieh abgefressenen, am Ansatz austreibenden Pflanzen statt, die am Boden oder zwischen Steinen dicht beieinander wachsen. Pflanzen, die an Büschen emporwachsen, werden seltener ausgewählt.
Nach dem Schlupf fressen die Raupen nicht ihre Eischale, sondern beginnen gleich mit dem Fressen an der Nahrungspflanze, insbesondere an deren Knospen. Im zweiten und dritten Stadium fressen die Raupen relativ offen auf den Pflanzen sitzend, sowohl tagsüber, als auch nachts. Sie fressen Knospen und auch Blätter und sind durch ihre Färbung gut getarnt. Bei Gefahr lassen sie sich an die Basis der Pflanzen fallen, um sich zu verstecken. Im nächsten Stadium fressen die Tiere nur nachts und verstecken sich tagsüber an der Basis der Pflanzen zwischen Steinen und Pflanzenteilen. Die Raupen müssen im letzten Stadium zur Deckung ihres großen Nahrungsbedarfs zwei- bis dreimal tagsüber zum Fressen auf die Nahrungspflanzen klettern. Ihr Abwehrverhalten ist besonders beeindruckend. Bei Bedrohung ziehen die Raupen ihren Kopf und die ersten beiden Thoraxsegmente in das dritte Thoraxsegment und das erste Hinterleibssegment ein und erheben den vorderen Teil des Körpers. Sie schwingen dann den Körper hin und her und imitieren durch dieses Verhalten und die entsprechende Körperfärbung samt den großen Augenflecken das Aussehen und Verhalten einer kleinen Schlange. Ist das Abwehrverhalten nicht erfolgreich, lassen sich die Tiere an die Basis der Pflanzen fallen, sie verharren dort jedoch bis zu einer Stunde in der soeben beschriebenen Position.
Die Verpuppung findet zwischen Steinen oder zwischen abgestorbenen Pflanzenteilen innerhalb eines mit Steinchen, Erde und gesponnener Seide angefertigten Kokons statt. Die schlanke Puppe ist 58 bis 65 Millimeter lang und hat eine glänzend dunkelbraune, fast schwarze Farbe. Die Bereiche zwischen den einzelnen Segmenten sind rötlich braun. Die Hülle ist relativ hart, dennoch ist die Puppe gut beweglich. Der Saugrüssel ist gemeinsam mit der gesamten Kopfregion charakteristisch nach vorne verlängert. Der Kremaster ist kegelig und hat eine glänzende Spitze. Die Puppe überwintert. Parasitoide sind bisher nicht bekannt.

## Systematik

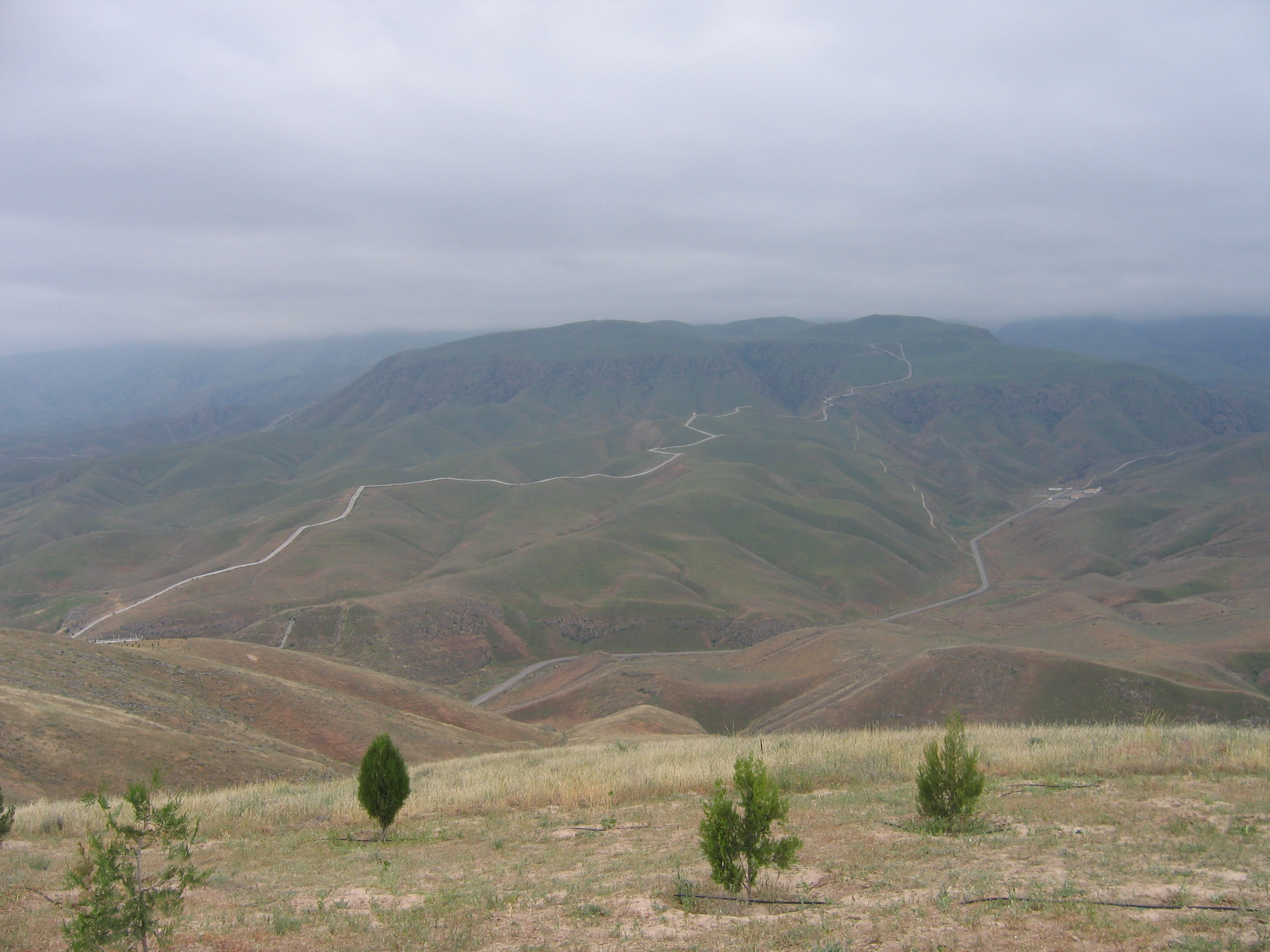
Hochgebirge bei Aşgabat

Das erste Exemplar von Rethera komarovi wurde im Juni 1884 von dem russischen General-Leutnant Alexander Wissarionowitsch Komarow während des historischen Konflikts in Zentralasien zwischen Großbritannien und Russland bei Germob in der Umgebung von Aşgabat entdeckt. Die Art wurde 1885 von dem deutschen Entomologen Hugo Theodor Christoph als Deilephila komarovi beschrieben. Von den österreichischen Entomologen Hans Rebel und Hans Zerny wurde sie 1932 in die heute gültige Gattung Rethera gestellt.
Es werden derzeit zwei Unterarten anerkannt:
- Rethera komarovi komarovi (Christoph, 1885)
- Rethera komarovi manifica (Brandt, 1938)

Die beiden Unterarten haben sich vermutlich während der letzten Eiszeit in verschiedenen Refugien ausgebildet. Sie haben aber inzwischen wieder Kontakt hergestellt und vermischen sich, ähnlich wie es beim Kleinen Weinschwärmer (Deilephila porcellus) der Fall ist.